# Sphex schoutedeni
Sphex schoutedeni är en biart som beskrevs av Kohl 1913. Sphex schoutedeni ingår i släktet Sphex och familjen grävsteklar. Inga underarter finns listade i Catalogue of Life.